# 강혜연
강혜연(姜蕙姸, 1990년 12월 8일~)은 대한민국의 트로트 가수이다. 2012년 2월 16일 EXID 초기 멤버로 데뷔했고 이후 트로트 가수 활동을 하고 있다.

## 개요
강혜연은 걸그룹 EXID 멤버 '다미', 베스티(BESTie) 멤버 '혜연'으로 활동하다가 2018년 〈왔다야〉를 발매하며 트로트 가수로 전향해 본명인 '강혜연'으로 활동하고 있으며, 유튜브를 운영하면서 구독자들에게 노래실력을 인정받았다. '가요무대' 출연 이후 다양한 가요 프로그램 및 각종 행사에 출연 하면서 이름이 알려졌다. '허리케인 라디오'에 게스트로 다수 출연했고, TV조선 내일은 미스트롯2에 참가해 최종 8위를 기록하며 이목을 끌었으며, 귀여운 이미지로 '트롯다람쥐'라는 별명이 붙었다. TV, 라디오, 각종 행사에 가수 및 DJ, MC, 모델로 활발하게 활동하고 있으며, KBS '6시 내고향'에 고정으로 출연 중이다.
트로트 가수로 전향한 후 2018년 10월에 〈왔다야〉라는 노래를 발표하였는데
 이 노래가 다양한 세대에서도 크게 히트하면서 현재까지 그녀의 대표곡으로 자리매김 중이다. 트로트 가수 데뷔 후 MBC 〈가요베스트〉에서 〈왔다야〉로 첫 무대에 올랐다.
걸그룹 시절 가수 린의 노래를 따라하면서 트로트의 기교(꺾기)를 알게 되었다고 한다. 강혜연은 갸녀린 외모와 다른 폭발적인 성량의 가창력까지 겸비했다. 그는 맑고 청량한 음색과 보이스에 특유의 고음역대를 자유자재로 구사한다. 주요 장르는 트로트, K-POP, 댄스, 록 등이다. 선한 영향력을 끼치는 성공한 트로트 가수가 되고싶다고 한다.

## 생애
어머니의 고향인 제주특별자치도 제주시 연동에서 출생하였으나 출신지인 인천에서 성장했다. 초등학교 6학년 때 인하대 축제에서도 가수 마야가 노래하는 모습을 보고 가수의 꿈을 키웠다고 한다. 중학교 2학년 때 담임 교사가 '장윤정 닮았다'는 말을 한 이후 '장윤정 닮았다'는 말을 자주 듣는다고 한다. 어려서부터 아버지가 트로트를 좋아해 자연스럽게 트로트에 익숙해졌다고 한다. 박문여고 1학년 시절 MBC라디오 '별이 빛나는 밤에'(DJ 박정아)의 '별밤 뽐내기' 코너에 출연하였다. 실용음악학원을 다니며 대학입시를 준비하였으나 불합격했고, 재수를 하면서 20세에 걸그룹 오디션에 합격해 연습생으로 활동하던 중 나이가 많다는 사유로 퇴사를 하였다. 이후 다시 대학 입시를 준비하였으나 낙방하였다. 삼수를 준비하던 중 인터넷에 오디션 공고가 떠서 MP3로 녹음해 데모 파일을 보냈더니 합격했고 아이돌 연습생을 거쳐 걸그룹 EXID에 합류했다. 걸그룹 EXID 탈퇴 후 다시 대학입학을 준비하던 중 EXID 세팅을 담당했던 이사의 권유로 걸그룹 베스티(BESTie)에 합류했다.
걸그룹 EXID 멤버 '다미', 베스티(BESTie) 멤버 '혜연'으로 활동하다가 2018년 〈왔다야〉를 발매하며 트로트 가수로 전향해 본명인 '강혜연'으로 활동하고 있다.

## 아이돌(걸그룹) 시절

### 데뷔
대학입학(삼수)을 준비하다가 인터넷에 오디션 공고가 떠서 MP3로 녹음해서 데모 파일을 보냈더니 합격해서 아이돌 연습생을 거쳐 걸그룹 EXID에 합류했고, 2012년 2월 16일 싱글앨범 《HOLLA》로 데뷔했다.

### 걸그룹 EXID(이엑스아이디)
2011년 12월 4일 '가요계의 미다스 손' 작곡가 '신사동호랭이'(본명 이호양)가 신인 6인조 걸그룹의 사진을 자신의 트위터를 통해 최초로 공개했다. "요즘 호랭이 여섯마리 키우고 있답니다."며 2012년 초 데뷔 예정인 'EXID(Exceed In Dreaming, 꿈을 넘어서다)'와 함께 찍은 다정한 사진을 게재했다.
2012년 1월 말 데뷔할 예정이었으나 멤버 LE의 급작스러운 다리 부상으로 데뷔를 2월 16일로 연기했다. EXID의 소속사인 AB엔터테인먼트는 2월 8일 6명의 멤버의 얼굴을 공개했는데 강혜연은 '다미'라는 이름으로 공개됐다. 강혜연(다미)은 다른 멤버에 비해 키가 약간 작은 편이고 단발에 웨이브가 있는 머리를 옐로우-브라운 톤으로 염색한 모습이다. AB엔터테인먼트 관계자는 “애초 엑시드로 가려했지만, 발음이 너무 세다는 의견이 있었고, 마약류의 이름과 비슷하다는 의견이 있어서 이엑스아이드로 바꿨다”고 설명했다. 멤버들 스스로 연습하고 콘셉트나 안무도 알아서 하며 직접 작사도 하는 방목형 체계였다.
EXID 데뷔 앨범 발표 후 2개월 만에 대학 진학을 이유로 탈퇴하였다.

### 걸그룹 BESTie(베스티)
EXID에서 활동했던 해령, 유지와 함께 YNB 엔터테인먼트계약하고, 4인조 걸 그룹 베스티(BESTie)의 리드보컬 & 리더 '혜연'으로 2013년 7월 12일 재데뷔 했다. 이후 소속사였던 YNB 엔터테인먼트와 2018년 10월 25일 계약을 해지했고, 2018년 11월 16일에 부도로 인해 소속사가 폐업함에 따라 베스티가 해체되었고, 솔로 데뷔를 하게 된 강혜연은 스타이엔티와 전속 계약을 체결하고 2018년 10월 31일 싱글 《왔다야》를 발매하며 트로트 가수로 전향하였다.
아이돌 가수로 활동했을 때도 트로트에 대한 생각이 계속 있었다고 한다. 아이돌 가수, 걸그룹 시절 생계를 위해 각종 알바를 해서 '알바의 여왕'이란 별칭이 생겼다.

## 연예 활동 및 트로트 가수
- 〈트로트 가수로 전향 계기〉 그녀는 "어려서부터 워낙 트로트를 좋아했던 데다 주변에서 장윤정 선배님을 닮았다는 말을 많이 듣고 살았기 때문에 처음부터 거부감이 없었다"고 했다. 걸그룹으로 활동하면서 Mnet 트로트 서바이벌프로그램 '트로트X'(2014년)에 출전할 만큼 트로트에 대한 사랑이 각별했다. '트로트X' 무대에 도전한 그를 눈여겨본 현 소속사 최용수 대표가 대성 가능성을 일깨웠고, 그녀는 서슴없이 장르 이동에 동의했다. 맑고 청량한 음색과 보이스에 특유의 고음역대를 자유자재로 구사한다.[46] 강혜연에 의하면 한 라디오 프로에서 장윤정의 〈짠짜라〉 노래 후 장윤정의 멘트 '막~'으로 시작하는 멘트를 따라한 이후 현 소속사 대표가 '아이돌에도 이런 인재가 있구나!'하며 눈여겨 보았고, 이후 전 걸그룹 소속사와 계약이 끝나자 현 소속사 대표가 연락해 '너는 트로트를 해야한다. 어쩔 수 없다.'고 해 '네, 알겠습니다'하고 계약을 하게 되었다고 한다.[47]

- 〈개인 유튜브 채널〉 2017년 7월 14일 '강혜연'에 첫 영상을 업로드 하면서 꾸준하게 본인곡 및 커버곡을 올리고 있다. 청주 KBS 유튜브 채널인 '레코드대장DJ'와도 협업해 영상을 올리고 있다. 팬 카페에서 신청곡을 신청받아 실시간 방송 1부에서 라이브로 불러주고, 2부에서는 즉석에서 신청곡을 받아 뺑뺑이로 돌려 신청곡을 선곡해 라이브로 불렀다. 월요일엔 실시간 방송을 하고, 주로 금요일엔 커버곡을 업로드 했다. 2020년 10월 27일을 마지막으로 스케줄 및 미스트롯2 참가 등의 사유로 실시간방송 및 커버곡 업로드를 임시 중단했다. 미스트롯 관련 영상은 홈화면에 링크로 등록되고 있다. 2020년 11월 15일 구독자수는 1.81만명, '내일은 미스트롯2' 출연한 이후 2021년 2월 28일 채널명을 '강혜연KangHyeYeon'에서 '강혜연'으로 변경했고, 3월 20일부터 다시 콘텐츠가 업로드 되고 있으며, 2023년 현재 구독자수는 7만명이다.

- 〈별명〉 2018년부터 노랗게 머리를 염색하고 '노란머리 강혜연'이란 별칭으로 활동을 했으나 잘 먹히지 않았고, '국민비타민'이란 별칭을 사용하기도 했지만 '트롯요정' 요요미가 상큼발랄한 이미지로 '비타민'처럼 등장하면서 포기했다. 가요무대를 통해 인지도를 얻으며 '트롯돌'이란 별칭도 생겼다. 2020년 팬으로부터 '노래가 시원시원하다'해서 '국민소화제'란 별칭을 얻었다. 2021년 '내일은 미스트롯2'에 참가해 다람쥐처럼 생긴 귀여운 외모로 무대를 뛰어다니며 앙팡지게 노래를 불러 '트롯다람쥐'라는 별칭을 얻었다.

- 2017년 9월 17일부터 유튜브 운영사 'sansoobak Entertainment'에 '가수 강혜연 왔다야-office'가 개설돼 연습장면이나 직캠영상, 브이로그 같은 영상들이 올려졌다. '내일은 미스트롯2' 출연을 계기로 개인채널의 영상을 조금씩 이곳으로 복사하다가 2021년 1월 11일 현재 중단되었다. '가수 강혜연 왔다야-office' 구독자 수는 2021년 2월 5일 현재 3.1만명이다. 2021년 1월 15일 '가수 강혜연-왔다야 office'에서 '가수 강혜연 왔다야-office'로 명칭이 바뀌었다.

- 2018년 10월 19일 TBS '최일구의 허리케인 라디오 - 힘든싱어'에 출연하였는데 '데뷔 7년차'이며, "안녕하세요~ 노란머리 가수 강혜연입니다. 약해연~ 아니고 강해연~. 얼굴은 어리고 동안에 귀엽게 생겼는데 성격은 털털하고 노래도 맛깔나게 잘하고 가진게 많습니다. 한번 보시면 딱 기억하실 것 같아요."라고 명랑 쾌활하게 자기소개를 했다. 근데 이때만 해도 지금(2020년)처럼 수줍음이 있으면서 귀여운 모습은 아니었다. '알바의 여왕' 별칭 얘기가 나오자 최일구가 '자존심 상하거나 눈물나는 알바가 있었느냐?'고 묻자 그녀는 "자존심 상한적은 없었다. 알바는 많이 했는데, 레스토랑, 편의점, 다이소, 카페, 뷔페, 동대문에서 옷 떼다 팔기도 했다. 그 돈으로 생활하고 레슨을 받았다."고 했다. "중학교 2학년 때 담임 선생님이 '야 너 장윤정 닮았다'고해 그 때부터 장윤정 많이 닯았다는 소리를 많이 들었다."고 했다. AR은 'Audio Recoreding'약자라고 한다.[48][49]

- 2018년 11월 트로트 가수로 전향한지 1개월도 안돼 매회 쟁쟁한 선배가수들이 등장하는 '가요무대'에서 섭외가 들어와 출연하게 되었고 〈바다가 육지라면〉(조미미)을 손에 든 마이크가 흔들릴 정도로 긴장하며 불렀다고 한다. 노랫말도 어렵고 표현력도 있어야 하는데 예전 선배 가수들의 출연 영상을 보며 연습했다고 한다.[50] 첫 무대에 선 뒤 최근까지 무려 수십회 출연할 만큼 전통 트로트곡 소화력을 인정받았다.[51] 이로 인해 많은 기회를 얻어 인지도를 더욱 높였고, "트롯돌"이라는 별명도 얻었다.

- 2020년 10월 1일 TBS 《이가희의 러브레터》에서 요요미와 함께 '국민비타민'으로 출연했다. 이날 강혜연은 청취자로부터 '국민소화제' 별칭을 얻었고, 10월 2일 유튜브 추석특집 실시간 방송에서 자신은 '국민소화제'를 밀겠다고 했다.

- 2020년 11월 12일 여수MBC 《오 마이 싱어》 70회에 출연해 "트로트 가수로 종지부를 찍고 싶다. 선한 영향력을 끼치는 성공한 트로트 가수가 되고싶다."고 각오를 밝혔다.

- 〈내일은 미스트롯2〉 1회 예선 - 2020년 12월 17일에 현역부B팀의 첫 번째 주자로 참가하여 진성의 〈내가 바보야〉를 열창해 올하트를 받으며 본선에 진출하였다. 걸그룹 베스티 멤버로 5년 간 활동던 그녀는 "제가 아직도 아이돌로 보이시나요?"라고 입을 열어 시선을 끌었다. 이어 "〈왔다야〉로 활동하고 있는 3년차 트로트 가수 강혜연이다"라고 자기 소개를 했다.[52] 그녀는 묵직하고 구성진 가락의 폭발적인 가창력을 뽐냈다. 이에 마스터 군단은 1절이 끝나자마자 "잘한다"라고 입을 모았다. 강혜연은 15개의 '올하트'를 받았다.[53] 이에 환호성을 지르며 폴짝폴짝 뛰며 기뻐했다. 박선주는 "저 체구에서 저런 목소리가 나온다"고 감탄했다.[54] 임영웅은 "왜 이렇게 다들 잘해?"라며 감탄했고, 장민호도 "아이돌 출신 가수 중 가장 잘하는 것 같다"라고 평가했다.[55] 원곡자 진성은 "다른 무대에서도 제가 한두 번 본 적이 있었다. 작은 체구지만 노래를 잘한다. 이런 추세라면 앞으로도 계속 좋은 결과가 있을 것"이라고 호평했다. 또 다른 심사위원 장윤정은 "데뷔 때부터 저를 닮았다고 해서 마음이 좀 가는 친구다"라고 해 웃음을 자아냈다.[56] 하지만 장윤정은 가사 전달력을 지적했는데, "잘 모를 수 있겠지만 발음이 잘 안 들린다"며 단점을 꼽았다.[57] 출연 당일 위키백과 페이지뷰가 1450회 넘게 나올 정도로 시청자들이 엄청난 관심을 보였다. '내일은 미스트롯2' 참가하기 전에 남도민요 레슨을 받기도 하였다.

- 〈내일은 미스트롯2〉 3회 본선 1차 - 2020년 12월 31일 '장르별 팀미션'에 윤태화, 하이량, 별사랑, 강혜연, 연예진이 '찐이량' 팀이 되어 합숙에 들어갔다. 연습기간 불협화음과 중간점검에서 아쉬움이 많았던 현역부B팀은 블랙과 레드의 강렬한 의상을 차려입고 미녀 강도로 분해 무대에 올라 댄스트롯 장르인 장윤정의 〈불나비〉를 선곡해 각종 댄스와 공중낙하, 아크로바틱 쇼가 더해진 연말 시상식같은 화려한 무대를 펼쳤다.[58] 장윤정은 "연말 시상식이야?"라며 놀라워했다. 열성적인 무대를 보였으나, 안타깝게 여기저기 흔들리는 음정이 속출했다. 마지막까지 멋진 퍼포먼스를 보여줬다. 특히 강혜연은 개성있는 목소리와 암팡진 퍼포먼스로 무대를 누볐다. 그러나 하트 3개로 탈락이라는 운명을 맞게 된 현역부B는 진한 아쉬움을 갖고 눈물을 보였다. 추가 합격자는 별사랑, 강혜연이었다. 강혜연은 자신의 이름이 불리자 깜짝 놀랐고, 마스터 오디션 '진'이었던 윤태화가 탈락했다.[59](윤태화는 4회에서 추가합격자에 올랐다)

- 〈내일은 미스트롯2〉 5회 본선 2차 - 2021년 1월 14일 '1대1 데스매치'에 첫번째 경연자로 참가했다. 강혜연은 무대에 올라 나비를 향해 "몸도 무거우실 텐데 집에서 '미스트롯 2' 편히 보시면서 태교에 전념하세요"라고 선전포고하며 시선을 모았다. "(나비가) 가요계 선배이시긴 하지만 트로트로는 한 번 겨뤄 볼 수 있지 않을까"라며 나비를 지목한 이유를 밝혔다. 김지애 〈물레야〉를 선곡해 올라 여유로운 모습 안정적인 가창력을 뽐내 환호를 자아냈다.[60] 장민호는 "오"하고 감탄했다. 아이돌 같은 시선 처리에 김준수도 환호하며 박수를 보냈다. 박명수는 "흠을 못 잡겠다"며 감탄을 금치 못했다. 강혜연은 끝까지 페이스를 잃지 않고 압도적인 가창력과 함께 해맑은 얼굴로 미소지으며 무대를 마쳤다.[61] 나비는 김수희의 〈못 잊겠어요〉로 애절한 감성을 뿜어내며 향샹된 실력을 보였지만 중후반에 다소 아쉬움이 남기며, 결국 강혜연이 6:5로 승기를 거머쥐었다.

- 〈내일은 미스트롯2〉 7회 본선 3차 - 2021년 1월 28일 '메들리 팀미션'에 별사랑, 성민지, 은가은, 허찬미와 함께 '뽕가네' 팀이 되어 〈일나겠네〉(태진아), 〈아카시아〉(서지오), 〈평행선〉(문희옥), 〈빈잔〉(남진), 〈엉덩이〉(바나나걸), 〈대박 날테다〉(장민호)를 선곡해 무대에 올랐다. '뽕가네'는 다양한 장르를 완벽 소화하며 환상의 화음을 자랑, 지루할 틈 없는 무대를 선사했다.[62] 칼군무로 빈틈이 느껴지지 않는 구성과 각자의 장점을 고루 보여줬다. 아이돌 출신 강혜연과 허찬미의 탄탄한 댄스와 보컬, 별사랑의 리듬감과 성량, 성민지와 은가은의 깨끗한 목소리 등 마치 모자이크 맞추기를 한듯 딱 맞아떨어졌다. 장윤정은 “누구하나 음이 흔들리지도 않았고 밸런스가 완벽했다. 특히 별사랑씨가 너무 잘했다. 제 마음 속의 진은 별사랑이다”고 말했다. 100점 만점을 준 마스터가 8명. 1186점. 이날의 팀 메들리 1위였다.[63]

- 〈내일은 미스트롯2〉 8회 본선 3차 - 2021년 2월 4일 '메들리 팀미션' 2라운드‘에이스전’에서 대표 주자 은가은은 〈바람의 노래〉로 에이스다운 무대로 기립박수를 일으켰다. 1160점을 획득하였으나 '언택트 청중단' 점수와 1라운드 점수를 모두 합산한 결과 '뽕가네'는 2위가 되어 탈락 후보가 되었다. 추가합격자 선발에서 마스터 회의 끝에 강혜연이 추가합격해 준결승에 진출자 14명에 포함되었다.[64]

- 2021년 4월 30일 첫 정규앨범 《선데이 혜연》이 USB와 CD로 발매되었다. 9곡이 수록됐는데 세미트로트, 정통트로트, EDM버젼 등 다양한 장르로 구성됐으며, 타이틀곡은 〈척하면 척〉과 〈왔다야 (2021)〉이다. 〈척하면 척〉은 강혜연의 남동생 디웨일이 작사/작곡에 참여하였으며, 〈왔다야 (2021)〉은 그녀의 트로트 가수 데뷔 싱글 〈왔다야〉의 완성도를 높혀서 다시 발매한 곡으로 두 곡 모두 트로트 차트에 올라 인기를 얻고 있다. '내일은 미스트롯2'와 정규앨범 발매 이후 라디오, TV, 행사장 등 많은 무대에서 〈척하면 척〉, 〈왔다야 (2021)〉로 활발한 활동을 하고있다.

## 앨범
- 2012.02.16. EXID 싱글 《HOLLA》 타이틀곡 〈후즈 댓 걸(Whoz that girl)〉
- 2013.07.12. 베스티 《두근두근》 발매
- 2013.10.17. 베스티 《연애의 조건 (Love Options)》 발매
- 2013.12.17. 베스티 《짱 크리스마스》 발매
- 2014.02.28. 베스티 《베스티 세번째 디지털싱글》 발매
- 2014.07.11. 베스티 《별처럼》 발매
- 2014.07.28. 베스티 《Hot Baby》 발매
- 2014.08.29. 베스티 《Digital Repackage》 발매
- 2015.05.08. 베스티 《Love Emotion》 발매
- 2017.06.20. 싱글 《비 내리던 어느 새벽》 발매 (기획사: 루루 엔터테인먼트, 유통사: NHN벅스, 스타일:	연주 음악/필름 뮤직)
- 2018.10.31. EP(미니) 《왔다야》 발매 - 수록곡 〈왔다야〉,〈남자는 바보야〉 (장르: 트로트, 기획사: 스타이엔티., 유통사: RIAK)
- 2018.11.26. 싱글 《니가 너무 싫다》 발매, 정이한 (더 넛츠), 강혜연 - (장르: 발라드, 기획사: 블루바이브레코즈, 유통사: 다날엔터테인먼트)
- 2020.09.21. 정규 (USB 40곡) 《강혜연 미스트롯 테크노 메들리》 발매 - (장르:트로트, 기획사: 산수박 엔터테인먼트, 유통사: RIAK)
- 2020.12.03. 싱글 《만고땡》 발매 - 수록곡 〈왔다야(Trot Ver.)〉, 〈남자는 바보야(Trot Ver.)〉, 〈만고땡〉 - (장르: 트로트, 기획사: 산수박 엔터테인먼트, 유통사: RIAK)
- 2020.12.18. 컴필레이션(옴니버스) 《내일은 미스트롯2 예선전 베스트 PART1》 수록곡 〈내가 바보야〉 (장르:트로트, 기획사:TV CHOSUN/㈜쇼플레이, 유통사:㈜카카오M)
- 2021.01.15. 컴필레이션(옴니버스) 《내일은 미스트롯2 데스매치 PART1》 수록곡 〈물레야〉 (장르:트로트, 기획사:TV CHOSUN/㈜쇼플레이, 유통사:㈜카카오M)
- 2021.02.19. 컴필레이션(옴니버스) 《내일은 미스트롯2 레전드 미션 베스트 준결승2》 수록곡 〈왔구나 왔어〉 (장르:트로트, 기획사:TV CHOSUN/㈜쇼플레이, 유통사:㈜카카오M)
- 2021.03.18. 컴필레이션(옴니버스) 《내일은 미스트롯2 스페셜 반주 MR1》 수록곡 〈물레야〉 (장르:트로트, 기획사:TV CHOSUN/㈜쇼플레이, 유통사:㈜카카오M)
- 2021.03.18. 컴필레이션(옴니버스) 《내일은 미스트롯2 스페셜 반주 MR2》 수록곡 〈일나겠네〉,〈아카시아〉,〈평행선〉,〈빈잔〉 뽕가네(강혜연,별사랑,성민지,은가은,허찬미) (장르:트로트, 기획사:TV CHOSUN/㈜쇼플레이, 유통사:㈜카카오M)
- 2021.03.26. 컴필레이션(옴니버스) 《내일은 미스트롯2 토크 콘서트 PART2》 수록곡 〈또 만났네요〉 (장르:트로트, 기획사:TV CHOSUN/㈜쇼플레이, 유통사:㈜카카오M)
- 2021.04.15. 싱글 《영텐입니다》마이진/채윤/강혜연/박민주/해수/안성훈/이도진/김중연/김태욱/남승민, 수록곡 〈영텐입니다〉영텐 (작사:제이티브이, 작곡:김정호, 편곡:방배동사람들, 장르:트로트, 발매사:오감엔터테인먼트, 기획사:JTV)
- 2021.04.30. 정규 《선데이혜연》 발매, 수록곡 〈척하면 척〉,〈사진첩〉,〈왔다야 (2021)〉,〈못 견디게〉,〈오빠는 몰라〉,〈가슴 떨릴 때〉,〈와요 와요〉,〈만고땡 (2021 Trot Ver.)〉,〈남자는 바보야 (2021 Trot Ver.)〉 (장르: 성인가요, 스타일:트로트, 발매사: 오감엔터테인먼트, 기획사: 산수박엔터테인먼트)
- 2022.09.21. 피쳐링, 남진 싱글 《출입금지》 수록곡 〈단 둘이서 (feat.강혜연)〉(장르: 성인가요, 스타일:트로트, 발매사: RIAK, 기획사: 진기획)
- 2023.02.24. 싱글 《대한가수의 노래》남진/설운도/이자연/조항조/박상민/송가인/정수라/강혜연/양지원 (장르: 트로트, 발매사: RIAK, 기획사: (사)대한가수협회)
- 2023.04.03. 농민신문 디지털농부가 싱글 《에헤라디야》
- 2023.05.01. 싱글 《혜성 (彗星) : 빗자루별》수록곡〈가지마오〉(작사: Soo/디웨일, 작곡: 김정훈, 편곡: 남기연),〈아이야 (iya)〉(작사: 최인영, 작곡: 최인영/왕세윤, 편곡: 날아라야옹이), (장르:트로트, 발매사:오감엔터테인먼트, 기획사:산수박엔터테인먼트/수엔터테인먼트)
- 2023.10.10. 싱글 《연 (姸) : 고울연》수록곡〈그냥가면 어쩌나〉(작사: Soo/디웨일/허용운, 작곡: 김정훈, 편곡: 남기연),〈정들까봐〉(작사: 골드키위, 작곡: 위용복, 편곡: 김흥성), (장르:트로트, 발매사:오감엔터테인먼트, 기획사:산수박엔터테인먼트)

## TV
- 2014년 Mnet 트로트 서바이벌《트로트X(트로트엑스)》 〈이따 이따요〉(장윤정)
- 2015.~2020. MBC 《오늘 뭐 듣지?》시즌2 고정
- 2018. ~ 2024. KBS 1TV 《가요무대》
- 2019. ~ 2023. 《전국 TOP 10 가요쇼》
- 2019.~ 2020. MBC 《가요베스트》
- 2021.05.25.~ 2021.06.22. TV CHOSUN 《화요 청백전》
- 2021. ~ 2023. SBS F!L, MTV 《더 트롯쇼(The 트롯SHOW)》 2회, 게스트 〈꽃〉(장윤정)
- 2021. TV CHOSUN 《내 딸 하자》
- 2022. MBN 《우리들의 트로트》 1회
- 2022.01.13. ~ 2023.09.28. KBS 1TV 《6시 내고향》 7448회~2882회(1번째 패널),2024.04.18 ~ (2번째 패널)[65]  '힘내라! 전통시장', 고정 출연
- 2023.11.28 ~ 2024.12.13. MBN 《현역가왕》오디션 참가자[66]

#### TV조선 〈내일은 미스트롯2〉
- 2020.12.17. TV조선 《내일은 미스트롯2》 1회 예선 '마스터 오디션', 현역부B, 〈내가 바보야〉(진성), 올하트 합격, 본선 진출
- 2020.12.31. TV조선 《내일은 미스트롯2》 3회 본선 1차 '마스터 오디션' - '장르별 팀미션', 〈불나비〉(장윤정), 추가 합격, 본선 2차 진출
- 2020.01.07. TV조선 《내일은 미스트롯2》 4회 본선 2차 진출자
- 2021.01.14. TV조선 《내일은 미스트롯2》 5회 본선 2차 '1대1 데스매치', 〈물레야〉(김지애), 승리(상대는 나비, 6:5)
- 2021.01.28. TV조선 《내일은 미스트롯2》 7회 본선 3차 '메들리 팀미션' 1라운드, 뽕가네 팀(강혜연, 별사랑, 성민지, 은가은, 허찬미), 〈일나겠네〉(태진아), 〈아카시아〉(서지오), 〈평행선〉(문희옥), 〈빈잔〉(남진), 〈엉덩이〉(바나나걸), 〈대박 날테다〉(장민호)
- 2021.02.04. TV조선 《내일은 미스트롯2》 8회 본선 3차 '메들리 팀미션' 2라운드‘에이스전’, 추가합격, 준결승 진출
- 2021.02.11. TV조선 《내일은 미스트롯2》 9회 준결승 레젼드 미션 - 1라운드 '개인전 대결', 〈왔구나 왔어〉(장윤정)
- 2021.02.18. TV조선 《내일은 미스트롯2》 10회 준결승 레젼드 미션 - 2라운드 '1대1 한곡 대결', 강혜연 vs 양지은, 〈사랑타령〉(태진아), 결승진출 좌절, 8위
- 2021.03.18. TV조선 《내일은 미스트롯2 - 토크 콘서트》 1부
- 2021.03.25. TV조선 《내일은 미스트롯2 - 토크 콘서트》 2부, 〈또 만났네요〉

## 라디오
- 2018. ~ 2022. TBS 《최일구의 허리케인 라디오》

## 공연
- 2018.11.20. 시민과 함께하는 〈하늘콘서트〉 - 평택 북부문화예술회관
- 2019.12.29. 《2019 조영남 디너쇼》 (63빌딩) - 게스트 〈왔다야〉
- 2021.04.30. 유튜브 강혜연 《트롯 요정 강혜연 첫 정규 앨범 ‘선데이혜연’ 쇼케이스》 - 코로나로 상처 받은 당신을 위로합니다
- 2021.07.10. 《윤태화 단독 콘서트》 (광화문아트홀) - 게스트 〈척하면 척〉
- 2021.09.28. 《2021 창원시립교향악단 야외팝스콘서트》 (진해야외공연장), 초대가수, 〈왔다야〉,〈막걸리 한잔〉
- 2022.06.19. 《제1회 드림콘서트 트롯》 (잠실올림픽주경기장) , 〈나는 열일곱살〉,〈척하면 척〉[67]
- 2022.07.03. 《2022 강혜연 팬미팅：해바라기〈마음〉속에팅》 (지스페이스홀)
- 2023.05.07. 《남진 2023 디너쇼》 (그랜드 하얏트 서울)[68]
- 2023.05.14. 《남진 2023 디너쇼》 (평택이충문화체육센터)
- 2023.05.08. 장성군민을 위한 어버이날 기념 공연 《미스 앤 미스터 孝 콘서트》 (장성문화예술회관 대공연장)[69]
- 2023.05.28. 《2023 드림콘서트 트롯》(부산 아시아드주경기장 보조경기장) 공연 및 진행[70]

## MC, DJ
- 2015.10.05. 스카이엔터 '오늘 뭐 듣지?' 시즌2 MC[71]
- 2022.03.19. G1방송 《전국 TOP 10 가요쇼》'대한가수협회 65주년 특집', 스페셜MC
- 2022.04.07. ~ 08. SBS 러브FM 《윤수현의 천태만상》 스페셜DJ
- 2022.06.27. LIVE. ON 《트로트&7080 공연》  생중계, 스페셜MC
- 2022.07.04. LIVE. ON 《트로트&7080 공연》  생중계, 스페셜MC
- 2022.07.08. LIVE. ON 《트로트&7080 공연》  생중계, 스페셜MC
- 2022.07.13. LIVE. ON 《트로트&7080 공연》  생중계, 스페셜MC
- 2022.07.11. SBS F!L,MTV 《더 트롯쇼(THE 트롯SHOW)》 생중계, 보조MC
- 2022.08.08. SBS F!L, MTV 《더 트롯쇼(The 트롯SHOW)》 59회, 보조MC
- 2022.08.08. LIVE. ON 《트로트&7080 공연》  생중계, 스페셜MC
- 2023.02.21. ~ 03.26. 국방FM 《이미엽의 랄라라디오》 스페셜DJ
- 2023.05.28. 《2023 드림콘서트 트롯》MC[72]
- 2023.08.29. BTN 울림스페셜 《강혜연쇼》DJ[73]
- 2024.11.12. BTN 로맨틱 라디오 《오늘은 강혜연 입니다》DJ[74]

## 모델
- 2021.05.01. 여성잡지 《퀸(Queen)》 5월호 표지모델[75][76][77]
- 2021.06.28. 홈 살롱케어 《헤어플러스》 모델[78][79][80][81]

## 뉴스 보도
- 2021.04.17. 《조선일보 제주 행복 Plus+》 인터뷰 "저도 제주도의 딸이랍니다"
- 2023.04.01. 잡지 《루키(ROOKIE)》2023년 4월호 인터뷰 '月刊女神: 강혜연'

## 뮤직 차트

### 가온 뮤직 차트 - BGM
| 년도   | 주차  | 구분   | 순위 | 곡명         | 아티스트                                   | 앨범                                            |
| ------ | ----- | ------ | ---- | ------------ | ------------------------------------------ | ----------------------------------------------- |
| 2021년 | 9주차 | (종합) | 47위 | 〈사랑타령〉 | 강혜연,양지은                              | 《내일은 미스트롯2 레전드 미션 베스트 준결승2》 |
| 2021년 | 9주차 | (종합) | 78위 | 〈평행선〉   | 뽕가네(강혜연,별사랑,성민지,은가은,허찬미) | 《내일은 미스트롯2 메들리 팀미션 단체전》       |
| 2021년 | 8주차 | (종합) | 41위 | 〈사랑타령〉 | 강혜연,양지은                              | 《내일은 미스트롯2 레전드 미션 베스트 준결승2》 |
| 2021년 | 7주차 | (종합) | 69위 | 〈평행선〉   | 뽕가네(강혜연,별사랑,성민지,은가은,허찬미) | 《내일은 미스트롯2 메들리 팀미션 단체전》       |
| 2021년 | 6주차 | (종합) | 20위 | 〈평행선〉   | 뽕가네(강혜연,별사랑,성민지,은가은,허찬미) | 《내일은 미스트롯2 메들리 팀미션 단체전》       |
| 2021년 | 6주차 | (종합) | 84위 | 〈빈잔〉     | 뽕가네(강혜연,별사랑,성민지,은가은,허찬미) | 《내일은 미스트롯2 메들리 팀미션 단체전》       |
| 2021년 | 6주차 | (종합) | 93위 | 〈일나겠네〉 | 뽕가네(강혜연,별사랑,성민지,은가은,허찬미) | 《내일은 미스트롯2 메들리 팀미션 단체전》       |
| 2021년 | 5주차 | (종합) | 29위 | 〈평행선〉   | 뽕가네(강혜연,별사랑,성민지,은가은,허찬미) | 《내일은 미스트롯2 메들리 팀미션 단체전》       |
| 2021년 | 5주차 | (종합) | 78위 | 〈빈잔〉     | 뽕가네(강혜연,별사랑,성민지,은가은,허찬미) | 《내일은 미스트롯2 메들리 팀미션 단체전》       |

### 가온 뮤직 차트 - 다운로드
| 년도   | 주차  | 구분   | 순위 | 곡명         | 아티스트                                   | 앨범                                            |
| ------ | ----- | ------ | ---- | ------------ | ------------------------------------------ | ----------------------------------------------- |
| 2021년 | 9주차 | (종합) | 67위 | 〈사랑타령〉 | 강혜연,양지은                              | 《내일은 미스트롯2 레전드 미션 베스트 준결승2》 |
| 2021년 | 8주차 | (종합) | 71위 | 〈사랑타령〉 | 강혜연,양지은                              | 《내일은 미스트롯2 레전드 미션 베스트 준결승2》 |
| 2021년 | 6주차 | (종합) | 98위 | 〈평행선〉   | 뽕가네(강혜연,별사랑,성민지,은가은,허찬미) | 《내일은 미스트롯2 메들리 팀미션 단체전》       |

### 가온 뮤직 차트- Mobile(벨)
| 년도   | 주차   | 구분   | 순위 | 곡명       | 아티스트                                   | 앨범                                      |
| ------ | ------ | ------ | ---- | ---------- | ------------------------------------------ | ----------------------------------------- |
| 2021년 | 20주차 | (종합) | 95위 | 〈평행선〉 | 뽕가네(강혜연,별사랑,성민지,은가은,허찬미) | 《내일은 미스트롯2 메들리 팀미션 단체전》 |
| 2021년 | 9주차  | (종합) | 80위 | 〈평행선〉 | 뽕가네(강혜연,별사랑,성민지,은가은,허찬미) | 《내일은 미스트롯2 메들리 팀미션 단체전》 |
| 2021년 | 8주차  | (종합) | 86위 | 〈평행선〉 | 뽕가네(강혜연,별사랑,성민지,은가은,허찬미) | 《내일은 미스트롯2 메들리 팀미션 단체전》 |
| 2021년 | 7주차  | (종합) | 84위 | 〈평행선〉 | 뽕가네(강혜연,별사랑,성민지,은가은,허찬미) | 《내일은 미스트롯2 메들리 팀미션 단체전》 |

#### 〈더 트롯쇼〉 차트
| 년도   | 월 | 순위 | 곡명          | 아티스트 | 앨범            |
| ------ | -- | ---- | ------------- | -------- | --------------- |
| 2022년 | 3  | 19위 | 〈척하면 척〉 | 강혜연   | 《선데이 혜연》 |

## 학력
- 박문여자고등학교 졸업

## 수상
- 2007년 《제9회 부평 청소년 가요제》 금상 수상, 〈Hero〉(머라이어 캐리)
- 2024.04.12. 《트롯 뮤직 어워즈 2024》 파퓰러 트롯상 수상[82][83]

## 경력
- 걸그룹 《EXID(이엑스아이디)》 전 멤버
- 2013.07.12. ~ 2018.10.25. 걸그룹 《베스티(BESTie)》 전 멤버
- 2023.06.15. 행정안전부 《제4회 섬의 날》 홍보대사[84]
- 2024.06.14. 행정안전부 《제5회 섬의 날》 홍보대사[85]
- 2024.12.09. 제주특별자치도 홍보대사[86]

## 기타
- 신체 : 키 164cm, 체중 47kg, 혈액형 A형
- 개인기 : 보노보노 & 도라에몽 성대모사, 장윤정 멘트 모사, 양희은 모창, 오광록 성대모사, 박희진 성대모사
- 취미 : 희귀식물 키우기(화분 50개)
- 별명 : 와따 강혜연, 혜연공주, 강토끼, 트롯돌, 트롯여신, 트롯요정, 요니, 혜여니, 트롯 다람쥐